# Euremina agnella
Euremina agnella är en skalbaggsart som beskrevs av Wallace 1867. Euremina agnella ingår i släktet Euremina och familjen Cetoniidae. Inga underarter finns listade i Catalogue of Life.